# オリンパス μ750
オリンパス μ750（オリンパス ミューななごーまる）は、オリンパスから発売されたコンパクトデジタルカメラである。2006年8月23日にSP-510UZと共に公開され、2006年8月31日に発売された。
SP-510UZと同じくブライトキャプチャー機能が追加されている。180mmまでの望遠撮影が可能となっている。ISO 1600に対応。